# Roberto Dipiazza
Roberto Dipiazza (Aiello del Friuli, 1º febbraio 1953) è un politico italiano, sindaco di Trieste dal 2001 al 2011 e nuovamente a partire dal 2016.
È stato anche consigliere regionale del Friuli-Venezia Giulia, nonché sindaco di Muggia dal 1º dicembre 1996 al 24 giugno 2001.

## Biografia
Nato ad Aiello del Friuli (Udine), all'età di 6 anni si trasferisce a Trieste. Lasciata la scuola dopo la terza media, a 16 anni inizia a lavorare a Trieste in un negozio di alimentari (diventato in seguito parte della catena Bosco).
L'8 gennaio 1980, all’età di 27 anni, apre il suo primo negozio insieme alla sorella in Strada Vecchia dell’Istria, che lo descrive come "80 mq di fatica e felicità". In seguito apre un supermercato in via Grimani (1982) e uno a San Rocco di Muggia (1986), che grazie al suo successo imprenditoriale riceverà la Medaglia d’oro per la più alta produttività imprenditoriale a metro quadrato in Italia.

### Sindaco di Muggia e Trieste

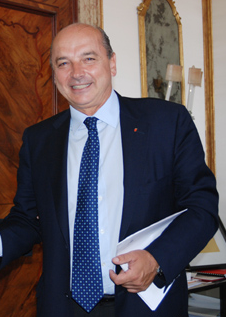
Dipiazza nel 2007.

Nel 1996 si iscrive a Forza Italia e nello stesso anno si candida a sindaco di Muggia (Trieste), vincendo a sorpresa, con un largo margine, le elezioni.
Cavalcando l'onda di forte popolarità ottenuta alla guida della piccola cittadina istroveneta, in occasione delle elezioni amministrative del 2001 si candida alla carica di sindaco di Trieste, dove viene eletto, ottenendo al ballottaggio il 53,36% dei voti e superando il concorrente ulivista Federico Pacorini, uomo di fiducia legato al sindaco uscente Riccardo Illy. In qualità di primo cittadino di Trieste è anche presidente del Teatro Lirico Comunale "Giuseppe Verdi".
Alle amministrative del 2006 (ballottaggio del 23-24 aprile) si ricandida con una propria lista civica, Dipiazza per Trieste, in rappresentanza di una coalizione di centrodestra, e con il 51% dei consensi si riconferma sindaco del capoluogo giuliano, fino alla naturale scadenza del mandato nel 2011.
Nel corso dell'elezione del Presidente della Repubblica nel 2006, ha ottenuto 3 voti nel quarto e ultimo scrutinio. Anche nel corso delle elezioni per il Presidente della Repubblica del 2022 riceve 4 voti, nel secondo scrutinio. Il 23 maggio 2008 è stato eletto presidente della società Aeroporto Friuli-Venezia Giulia S.p.A. che gestisce l'aeroporto di Trieste-Ronchi dei Legionari, incarico poi passato a Sergio Dressi.

### Consigliere comunale e regionale
Alle elezioni amministrative del 2011 si è candidato come consigliere comunale a Trieste con la sua lista civica personale Dipiazza per Trieste, a supporto del candidato sindaco di centro-destra Roberto Antonione, ottenendo il record di preferenze nonostante la sconfitta elettorale della sua coalizione contro il principale sfidante di centro-sinistra Roberto Cosolini.
Si candida alle elezioni regionali in Friuli-Venezia Giulia del 2013, nella mozione del presidente uscente Renzo Tondo, dove viene confermata la sua popolarità, venendo eletto consigliere nella circoscrizione di Trieste nuovamente con il massimo numero di preferenze, ancora una volta però nell'ambito di una sconfitta per la sua parte politica (tale tornata elettorale vede infatti la vittoria della candidata del centrosinistra Debora Serracchiani).
Il 9 aprile 2014 scioglie la riserva e annuncia la propria candidatura alle elezioni europee del 25 maggio 2014, tra le liste del Nuovo Centrodestra di Angelino Alfano nella circoscrizione Italia nord-orientale, lasciando quindi Forza Italia, ma non risulta eletto, ottienendo 12.218 preferenze.

### Di nuovo sindaco di Trieste
Rientrato nel 2016 in Forza Italia, si candida per la terza volta a sindaco di Trieste in occasione delle elezioni amministrative dello stesso anno; con 39.493 voti, pari al 40,80%, è il candidato maggiormente votato al primo turno ed accede al ballottaggio contro il sindaco uscente Cosolini, vincendolo con il 52,63% dei consensi e tornando alla guida della città dopo cinque anni.
In vista delle amministrative del 2021 si candida nuovamente per un quarto mandato a Trieste, sempre alla guida di una coalizione di centro-destra formata, oltre dalla sua lista personale Dipiazza per Trieste, dalla Lega, Forza Italia, Fratelli d'Italia, Noi con l'Italia e Cambiamo Trieste. Ritenuto ampiamente favorito per la vittoria già al primo turno, auspicata anche da lui stesso e da altri esponenti del centro-destra come Matteo Salvini e Antonio Tajani, ottiene il 46,89% dei voti e accede al ballottaggio con il candidato del centro-sinistra Francesco Russo, arrivato a sua volta al 31,65% dei voti. Al ballottaggio del 17 ottobre Dipiazza viene eletto nuovamente sindaco con il 51,29% dei voti, contro il 48,71% di Russo.
Eletto sindaco di Trieste per il suo quarto mandato, il 3 novembre 2021 presenta la nuova giunta comunale.

## Onorificenze
È stato dapprima nominato Commendatore della Repubblica nel 2000, e quindi Grande ufficiale nel 2004.